# Laurent Tobel
Laurent Tobel (Savigny-sur-Orge, 24 giugno 1975) è un ex pattinatore francese.

## Biografia
È stato il campione del Nepela Memorial del 1998, medaglia di bronzo Czech Skate del 1995 e campione nazionale Francese del 1999.  In quella stagione, Tobel ha raggiunto i risultati migliori della sua carriera ISU – quinto ai Campionati Europei del 1999 a Praga ed ottavo ai Campionati Mondiali del 1999 ad Helsinki.
Tra i coach di Tobel ci furono Gilles Beyer, Annick Gailhaguet e Pierre Trente.
Dopo essersi ritirato dalle competizioni, è stato coinvolto negli spettacoli.

## Programmi
| Season    | Pattinaggio di figura        | Pattinaggio di figura in linea                         |
| --------- | ---------------------------- | ------------------------------------------------------ |
| 1999–2000 |                              | - Austin Powers (colonna sonora)                       |
| 1998–1999 |                              | - Incontri ravvicinati del terzo tipo (colonna sonora) |
| 1997–1998 | - Rock It Di: Herbie Hancock |                                                        |
| 1996–1997 |                              | - La Pantera Rosa (colonna sonora)                     |

## Risultati
GP: Campionati mondiali juniores di pattinaggio di figura
| Internazionale                  | Internazionale | Internazionale | Internazionale | Internazionale | Internazionale | Internazionale | Internazionale | Internazionale | Internazionale | Internazionale | Internazionale |
| Event                           | 87–88          | 90–91          | 92–93          | 93–94          | 94–95          | 95–96          | 96–97          | 97–98          | 98–99          | 99–00          | 00–01          |
| ------------------------------- | -------------- | -------------- | -------------- | -------------- | -------------- | -------------- | -------------- | -------------- | -------------- | -------------- | -------------- |
| Campionati del Mondo            |                |                |                |                |                |                | 13°            | 16°            | 8°             |                |                |
| Campionati Europei              |                |                |                |                |                |                |                |                | 5°             |                |                |
| GP Cup of Russia                |                |                |                |                |                |                |                | 6°             |                |                |                |
| GP NHK Trophy                   |                |                |                |                |                |                |                |                |                |                | 12°            |
| GP Skate America                |                |                |                |                |                |                |                |                | 6°             |                |                |
| GP Skate Canada                 |                |                |                |                |                |                |                | 5°             |                | 6°             |                |
| GP Trophée Lalique              |                |                |                |                |                |                | 6°             |                | 5°             | 4°             |                |
| Czech Skate                     |                |                |                |                |                | 3°             |                |                |                |                |                |
| Golden Spin                     |                |                |                |                | 6°             |                |                |                |                |                |                |
| Nepela Memorial                 |                |                |                |                |                |                |                |                | 1°             |                |                |
| Salchow Trophy                  |                |                |                |                |                |                | 1°             |                |                |                |                |
| St. Gervais                     |                |                | 11°            | 19°            |                |                |                |                |                |                |                |
| Ukrainian Souvenir              |                |                |                |                |                | 4°             |                |                |                |                |                |
| Continents Cup                  |                |                |                |                |                | 5°             |                |                |                |                |                |
| Internazionale: Junior          |                |                |                |                |                |                |                |                |                |                |                |
| Mondiali Juniores               | 12°            |                |                |                |                |                |                |                |                |                |                |
| Blue Swords                     |                |                |                | 7° J           |                |                |                |                |                |                |                |
| Nazionale                       |                |                |                |                |                |                |                |                |                |                |                |
| Campionati francesi             |                | 13°            | 10°            | RT             | 8°             | 5°             | 3°             | 2°             | 1°             | 5°             | 5°             |
| J: Livello Junior; RT: Ritirato |                |                |                |                |                |                |                |                |                |                |                |